# Weronika Rosati
Weronika Anna Dolores Rosati es una actriz polaca.

## Biografía
Es hija de Dariusz Rosati, un economista y político ítalo-polaco, y de Teresa Rosati, diseñadora de moda. 
En 2013 comenzó a salir con el actor polaco Piotr Adamczyk, pero la relación terminó en mayo de 2015.

## Carrera
Rosati ha trabajado en comerciales para Era GSM, Pantene Pro-V entre 2004 y 2005, en la campaña de D. Irena Eris de cosméticos "Sin Skin" y fue el rostro de los cosméticos de Irena Eris entre 2007 y 2008.
Rosati también ha aparecido en el video musical de Paula "Run Baby Run", como el personaje de Barbarella y en el de Ray Wilson "Bless Me".
En 2005 se unió al elenco principal de la serie Pitbull, donde interpretó a Dzemma, hasta el final de la serie en 2008.
En 2008 apareció como invitada en un episodio de la serie Daleko od noszy, donde interpretó a la hermana Genowefa Basen.
En 2012 se unió al elenco principal de la película Obława (en inglés: "Manhunt"), donde interpretó a la enfermera Pestka.
En 2013 apareció como invitada en un episodio de la serie norteamericana NCIS: Naval Criminal Investigative Service, donde interpretó a Rivka David, la madre de Talia David y la agente Ziva David (Coté de Pablo) durante el episodio "Berlin".
En 2015 se unió al elenco de la serie Strazacy, donde interpreta a Kamila Milek, la novia del aspirante a bombero Adam Wojnar (Maciej Zakościelny).

## Filmografía

### Series de televisión
| Año           | Serie                                                 | Personaje         | Notas                                |
| ------------- | ----------------------------------------------------- | ----------------- | ------------------------------------ |
| 2001          | Marzenia do spelnienia                                | Weronika          | -                                    |
| 2002          | Samo zycie                                            | Beata vel Ujma    | -                                    |
| 2002          | As                                                    | Matylda Roszak    | episodio "Piotr i Ania" - miniserie  |
| 2003          | Czego sie boja faceci, czyli seks w mniejszym miescie | Dominika          | 4 episodios                          |
| 2003          | Tak czy nie?                                          | Basia Barnilowska | miniserie                            |
| 2002-2005     | M jak milosc                                          | Ania              | 21 episodios                         |
| 2007          | Kryminalni                                            | Ania Lis          | episodio "Dziewczyna z okladki"      |
| 2005-2008     | Pitbull                                               | Dzemma            | 31 episodios                         |
| 2008          | Daleko od noszy                                       | Genowefa Basen    | episodio "Niespodzianka na urodziny" |
| 2008-2009     | Londynczycy                                           | Weronika Fox      | 3 episodios                          |
| 2009          | 39 i pól                                              | Ola               | 2 episodios                          |
| 2010          | Czas honoru                                           | Rojza             | 7 episodios                          |
| 2011          | Les Dames                                             | Magdalena         | episodio "Dame de pique"             |
| 2012          | Luck                                                  | Naomi             | 4 episodios                          |
| 2012          | Ojciec Mateusz                                        | Marzena Krygier   | episodio "Czarna wdowa"              |
| 2012          | Piaty stadion                                         | Gabriela Kadzik   | -                                    |
| 2013          | Hotel 52                                              | Maria             | 10 episodios                         |
| 2013          | NCIS: Naval Criminal Investigative Service            | Rivka David       | episodio "Berlin"                    |
| 2014          | Rosemary's Baby                                       | Ginger            | episodio "Night One" - miniserie     |
| 2015          | True Detective                                        | Agnes             | 2 episodios                          |
| 2015          | Prawo Agaty                                           | Kamila Braun      | episodio 7.2                         |
| 2015-presente | Strazacy                                              | Kamila Milek      | 7 episodios                          |
| 2015-2016     | The Detour                                            | Oksana            | 2 episodios                          |
| 2016          | Supernatural                                          | Delphine Seydoux  | episodio "The Vessel"                |

### Películas
| Año  | Título  | Personaje        | Notas        |
| ---- | ------- | ---------------- | ------------ |
| 2005 | Pitbull | Dzemma           |              |
| 2007 | Lynch   | Mujer en fábrica | (documental) |
| 2012 | Obława  | Pestka           |              |

### Productora
| Año  | Título              | Notas |
| ---- | ------------------- | ----- |
| 2010 | Piotrek Trzynastego | -     |

## Premios y nominaciones
| Año  | Categoría    | Premio                       | Película | Resultado |
| ---- | ------------ | ---------------------------- | -------- | --------- |
| 2013 | Mejor Actriz | Polish Academy (Eagle) Award | Obława   | Nominada  |
| -    | -            | Plejada Top Ten Award        | -        | Ganó      |
| -    | -            | Pola Negri Award             | -        | Ganó      |